# Dimosthenis Tampakos
Dimosthenis Tampakos (Salónica, Grecia, 12 de noviembre de 1976) es un gimnasta artístico griego, especialista en la prueba de anillas, en la que ha logrado ser campeón olímpico en 2004 y campeón del mundo en 2003.

## Carrera deportiva
En el Mundial de Tianjin 1999 gana el bronce en la prueba de anillas, tras el chino Dong Zhen y el húngaro Szilveszter Csollány.
En los JJ. OO. de Sídney 2000 gana la plata en anillas, de nuevo tras el húngaro Szilveszter Csollány, y por delante del búlgaro Yordan Yovchev.
En el Mundial de Anaheim 2003 gana el oro en anillas, empatado a puntos con el búlgaro Yordan Yovchev, y por delante de los italianos Matteo Morandi y Andrea Coppolino, ambos con el bronce.
En los JJ. OO. de Atenas 2004 gana el oro en anillas, por delante del búlgaro Yordan Yovchev y del italiano Jury Chechi.